# Телескоп (сазвежђе)
Телескоп (лат. Telescopium) је једно од 88 савремених сазвежђа. Налази се на јужној хемисфери и нема сјајних звезда. Креирао га је у 18. веку француски астроном Никола Луј де Лакај. Обично се представља као рефракторски телескоп на стативу. Сазвежђе је некад било веће — простирало се од Стрелца до Шкорпије, а данас је доста мање.

## Звезде
Смањивањем је Телескоп остао без звезда које је Де Лакај означио са бета, гама и тета Телескопа. Ове звезде данас носе ознаке ета Стрелца, G Шкоприје и 45 Змијоноше.
Најсјајнија звезда у сазвежђу је алфа Телескопа, плавобели суперџин магнитуде 3,51, који је од Сунца удаљен око 249 светлосних година. Друга по магнитуди је зета Телескопа, жути џин магнитуде 4,13, од Сунца удаљен око 127 светлосних година. Трећа је епсилон Телескопа, бинарни систем који се састоји од наранџастог џина магнитуде 4,53 и пратиоца магнитуде 13. Епсилон Телескопа је од Сунца удаљена приближно 409 светлосних година.
Делта Телескопа је оптичка двојна звезда, састоји се од плавобелог субџина удаљеног 800 светлосних година од Сунца и плавобелог џина удаљеног од Сунца 1100 светлосних година.
Кси Телескопа је неправилна променљива звезда средње магнитуде 4,93. Овај светли црвени џин је од Сунца удаљен око 1.254 светлосне године.

## Објекти дубоког неба
На западној граници Телескопа се налази глобуларно јато NGC 6584 које садржи већи број звезда, углавном око 15. магнитуде.